# Roger Caillois
Roger Caillois   (Reims, 3 de març de 1913 - Le Kremlin-Bicêtre, 21 de desembre de 1978) fou un filòsof i crític literari especialitzat en teoria de la religió i en qüestions relacionades amb l'entreteniment. És cèlebre per intentar caracteritzar què converteix una activitat en un joc i veure quin paper desenvolupa aquest en diferents societats. Lligat als cercles d'escriptors del surrealisme i universitaris, publicà diversos assajos que li atorgaren una plaça a l'Acadèmia Francesa. Atacà l'estalinisme per ser un règim totalitari, igual que la psicoanàlisi per manca de rigor científic.

## Idees sobre el joc
Caillois es va basar de manera crítica en una teoria anterior del joc desenvolupada per l'historiador cultural neerlandès Johan Huizinga en el seu llibre Homo Ludens (1938). Huizinga havia parlat de la importància del joc com un element de la cultura i la societat. Feia servir el terme «teoria dels jocs» per definir l'espai conceptual en què té lloc el joc i defensava que el joc és una condició necessària (però no suficient) perquè es generés cultura.
Caillois començava el seu propi llibre Man, Play and Games (1961) amb la definició de Huizinga de joc: «Si resumim les característiques formals del joc la podríem anomenar una activitat lliure que se situa de manera força conscient fora de la vida “ordinària” pel fet de “no ser seriosa”, però al mateix temps per absorbir el jugador de manera intensa i absoluta. És una activitat que no està connectada amb un interès material de manera que no se’n pot treure profit. Es desenvolupa dins les seves pròpies fronteres de temps i espai segons unes regles establertes i d'una manera ordenada. Promou la formació d'agrupaments socials que tendeixen a envoltar-se de secret i a posar de manifest la seva diferència del món comú per mitjà de la disfressa o altres mitjans».
Caillois negava l'èmfasi que feia Huizinga en el caràcter competitiu del joc. També subratllava la dificultat considerable d'arribar a una definició global del joc, concloent que la millor manera de descriure el joc és per mitjà de sis característiques principals:
- 1. És lliure o no obligatori
- 2. Està separat de la rutina de la vida, i ocupa el seu propi temps i espai
- 3. És incert, de manera que els resultats del joc no es poden predeterminar i hi està implicada la iniciativa del jugador
- 4. És improductiu en el sentit que no genera riquesa i acaba igual que comença des del punt de vista econòmic
- 5. Està governat per regles que interrompen les lleis ordinàries i els comportaments normals i que han de ser seguides pels jugadors
- 6. Involucra realitats imaginàries que es poden contraposar a la “vida real”.

La mateixa definició de Caillois ha estat criticada per pensadors posteriors com ara Brian Sutton-Smith i finalment, malgrat l'intent de Caillois de donar-li un tractament definitiu, les definicions de joc continuen obertes a la negociació.
Caillois distingeix quatre categories de jocs:
- Agon, o competició. És la forma de joc en què un conjunt específic d'habilitats es posa a prova entre els jugadors (força, intel·ligència, memòria). El guanyador és aquell que demostra tenir domini d'una habilitat indicada per mitjà del joc, per exemple un concurs de preguntes és una competició d'intel·ligència, el guanyador demostra que és més intel·ligent que els altres jugadors. Per exemple, els escacs.
- Alea, o sort, el contrari d'Agon, Caillois descriu l'Alea com la «renúncia de la voluntat, un abandonar-se al destí». Si l'Agon fa servir les habilitats dels jugadors per definir un vencedor, l'Alea deixa això a la sort, un agent extern decideix qui és el vencedor. Per exemple jugar amb una màquina escurabutxaques.
- Mímica, mimesi o joc de rol. Caillois el defineix com «quan l'individu juga a creure, per creure’s o fer creure els altres que és diferent d'ell mateix». Per exemple jugant un joc de rol en línia.
- Ilinx (del grec «remolí d'aigua»), o vertigen, en el sentit d'alterar la percepció experimentant una emoció forta (pànic, por, èxtasi). Com més forta sigui l'emoció, més fort serà el sentiment d'excitació i diversió. Per exemple prendre drogues al·lucinògenes, pujar a una muntanya russa, els nens que giravolten fins a caure.

Paga la pena assenyalar que aquestes categories es poden combinar per crear una experiència més diversa i millorar la interacció dels jugadors, per exemple, el pòquer és una forma d'Agon-Alea. L'Alea és present en forma de cartes i les seves combinacions, però aquest no és l'únic guanyador, ja que l'Agon és present en forma de bluf, fent que l'adversari pensi que tens cartes millors apujant l'aposta i, per tant, exercint pressió als altres jugadors i fent possible guanyar d'aquesta manera en tenir una combinació de cartes, però guanyant en posar en pràctica l'habilitat del bluf.
Caillois també descrigué una polaritat dualista dintre la qual les quatre categories de jocs es poden situar de maneres diferents:
- Paidia o la fantasia descontrolada, és el joc espontani conseqüència de la improvisació. Les regles es creen durant el temps de joc. Per exemple els concerts i festivals.
- Ludus, el qual requereix esforç, paciència, habilitat o enginy, les regles estan establertes des del principi i el joc es va dissenyar abans del moment de jugar. Per exemple el joc xinès del go

Caillois discrepava en especial amb el tractament que feia Huizinga del jocs d'atzar. Huizinga havia defensat en el seu llibre Homo Ludens que el perill de morir o de perdre diners corromp la llibertat del «joc pur». Així, doncs, per a Huizinga els jocs de cartes no eren un joc sinó un «negoci mortalment seriós». D'altra banda, Huizinga considerava els jocs d'atzar una «activitat inútil», que infligeix mal a la societat. Huizinga defensava la idea que els jocs d'atzar són una corrupció d'una forma més autèntica de jugar. En contra d'això, Caillois defensava que els jocs d'atzar són un joc autèntic, una manera de jugar que queda compresa entre els jocs d'habilitat o competició i els jocs de sort (és a dir, entre les categories de l'Agon i l'Alea). Tant si el joc implica l'ús de diners o el risc de mort com si no, pot ser considerat una forma d'Agon o d'Alea en la mesura que proporciona una activitat social i un triomf per al guanyador. Els jocs d'atzar són com un «combat en el que la igualtat d'oportunitats es crea artificialment, per tal que els adversaris s'hagin d'enfrontar els uns amb els altres sota condicions ideals, susceptibles de donar un valor precís i incontestable al triomf del guanyador».